# Троицкий, Иван Иванович
Иван Иванович Троицкий (19 февраля 1903 — 6 апреля 1957) — советский военачальник, участник Гражданской войны, боёв на Халхин-Голе, Великой Отечественной войны. Генерал-майор танковых войск (1944).

## Биография

### Начальная биография
Родился 19 февраля 1903 года в городе Тверь (Калинин). Русский.
Член ВКП(б) с 1928 года.
Образование: Окончил Тверскую кавалерийскую школу (1924), ВАММ РККА им. И. В. Сталина(1939).

### Служба в армии
Призван в ряды Красной Армии 5 марта 1919 года. Добровольно вступил в РККА и был зачислен в резервный кавалерийский дивизион в г. Тверь.
С сентября 1920 года учился в Московской окружной, затем в Тверской кавалерийских школах.
С сентября 1924 года - командир взвода в 28-го кавалерийского полка 4-й отдельой кавалерийской бригады (Западный ВО). С января 1926 года - командир взвода в саперном полуэскадроне 4-й отдельной кавалерийской бригады. С октября 1926 года командир взвода и эскадрона 70-го кавалерийского полка. С июня 1928 года - командир пулеметного эскадрона 71-го кавалерийского полка. С декабря 1929 года - курсовой командир и командир пулеметного эскадрона во 2-й Борисоглебско-Ленинградской кавалерийской школе. С июня 1932 года - командир пулемётного эскадрона Тамбовской кавалерийской школы. С марта 1933 года - и.д. начальника штаба и командира механизированного батальона Тамбовской кавалерийской школы.
С июня 1934 года по май 1939 года - слушатель Военной академии механизации и моторизации РККА.
С мая 1939 года - помощник начальника штаба 11-й легкотанковой бригады 57-го особого корпуса (Монголия). С 31 октября 1939 года - и.д. начальника штаба 11-й легкотанковой бригады. С 17 августа по 17 сентября 1939 года участвовал с ней в боях на реке Халхин-Гол. За боевые отличия он был награждён орденом Красного Знамени.
С марта 1941 года по 15 февраля 1942 года - начальник штаба 61-й танковой Краснознамённой дивизии 17-й армии Забайкальский ВО, дислоцировавшейся в Монголии.

### В Великую Отечественную войну
С началом Великой Отечественной войны в той же должности. С сентября 1941 года дивизия входила в состав 17-й армии Забайкальского фронта. 15.02.1942 года назначен заместителем командира 111-й танковой дивизии. 21.04.1942 года назначен и.д. командира, а с 25.07.1942 года командиром 111-й танковой дивизии. Под его руководством  части выполняли задачи по прикрытию государственной границы СССР в Забайкалье, готовили резервы для действующей армии. Указом ПВС СССР от 22 февраля 1944 года за отличную организацию боевой подготовки в 111-й танковой дивизии полковник И. И. Троицкий был награжден орденом Отечественной войны I степени.
С конца апреля 1944 года - командующий БТ и МВ 17-й армии Забайкальского фронта и в этой должности находился до конца войны. С 22 января по 24 февраля 1945 года - стажировался на 1-м Белорусском фронте в должности Командующего БТ и МВ 8-й гвардейской армии.
В период советско-японской войны 1945 года генерал-майор танковых войск И. И. Троицкий участвовал в боевых действиях в должности командующего БТ и МВ 17-й армии  Забайкальского фронта. А так же командующим БТ и МВ советско-монгольской конно-механизированной группы Забайкальского фронта. Приказом Главнокомандующего советскими войсками на Дальнем Востоке от 26 августа 1945 года за умелое управление танковыми и механизированными войсками армии генерал-майор танковых войск И. И. Троицкий был награждён орденом Суворова 2-й степени.

### После войны
После войны с 31 декабря 1945 года состоял в распоряжении командующего БТ и МВ Красной Армии.
С января 1946 года - командир 33-й гвардейской механизированной дивизии. С января по декабрь 1951 года врио заместителя командующего 10-й гвардейской механизированной дивизии. С декабря 1951 года - и.д. заместителя БТ и МВ по самоходной артиллерии Карпатского ВО. С июня 1953 года - командующий БТ и МВ 38-й армии. С января 1954 года - помощник командующего по танковым войскам 38-й армии.
12 июля 1956 года уволен в отставку.
Умер 6 апреля 1957 года в Кишинёве.

## Награды
- Орден  Ленина (21.02.1945)[5],
- тремя орденами  Красного  Знамени (17.11.1939)[6], (03.11.1944)[7], (20.06.1949)[8].
- Орден Суворова II степени (31.08.1945)[9].
- Орден Отечественной войны I степени (25.01.1944)[10].
- Орден Отечественной войны I степени (06.04.1945)[11].
- Медаль «За победу над Германией в Великой Отечественной войне 1941-1945 гг.»   (09.05.1945)[12];

- Медаль «За победу над Японией»   (03.09.1945)[12];
- Медаль XX лет РККА(1938)
- Юбилейная медаль «30 лет Советской Армии и Флота» (1948);
- Знак «Участнику боёв у Халхин-Гола»

## Память
- На могиле установлен надгробный памятник.
- Имя воина увековечено в Главном Храме Вооружённых сил России, и навсегда запечатлено на мемориале «Дорога памяти» [13]